# Neochesias
Neochesias là một chi bướm đêm thuộc họ Geometridae.